# Etsi nos
Etsi Nos je papeška okrožnica (enciklika), ki jo je napisal papež Leon XIII. leta 1882.
V okrožnici je papež izrazil zaskrbljenost glede odnosa pozdružitvene Italije do Rimskokatoliške Cerkve; kot krivca je naveden predvsem prostozidarstvo.